# Marius Joubert

a Compétitions nationales et continentales officielles uniquement.

b Matchs officiels uniquement.
Dernière mise à jour le 16 août 2017.
 Marius Charl Joubert, né le 10 juillet 1979 à Paarl, est un joueur de rugby à XV sud-africain, international avec l'équipe d'Afrique du Sud. Il évolue au poste de trois-quarts centre au sein des Natal Sharks.
Joubert commence sa carrière avec l'équipe des Boland Cavaliers, province mineure de la Currie Cup, et en devient seulement le 12e international en 2001, avant de signer pour la prestigieuse Western Province et d'être sélectionné pour les Stormers qui évoluent alors dans le Super 14.

## Carrière

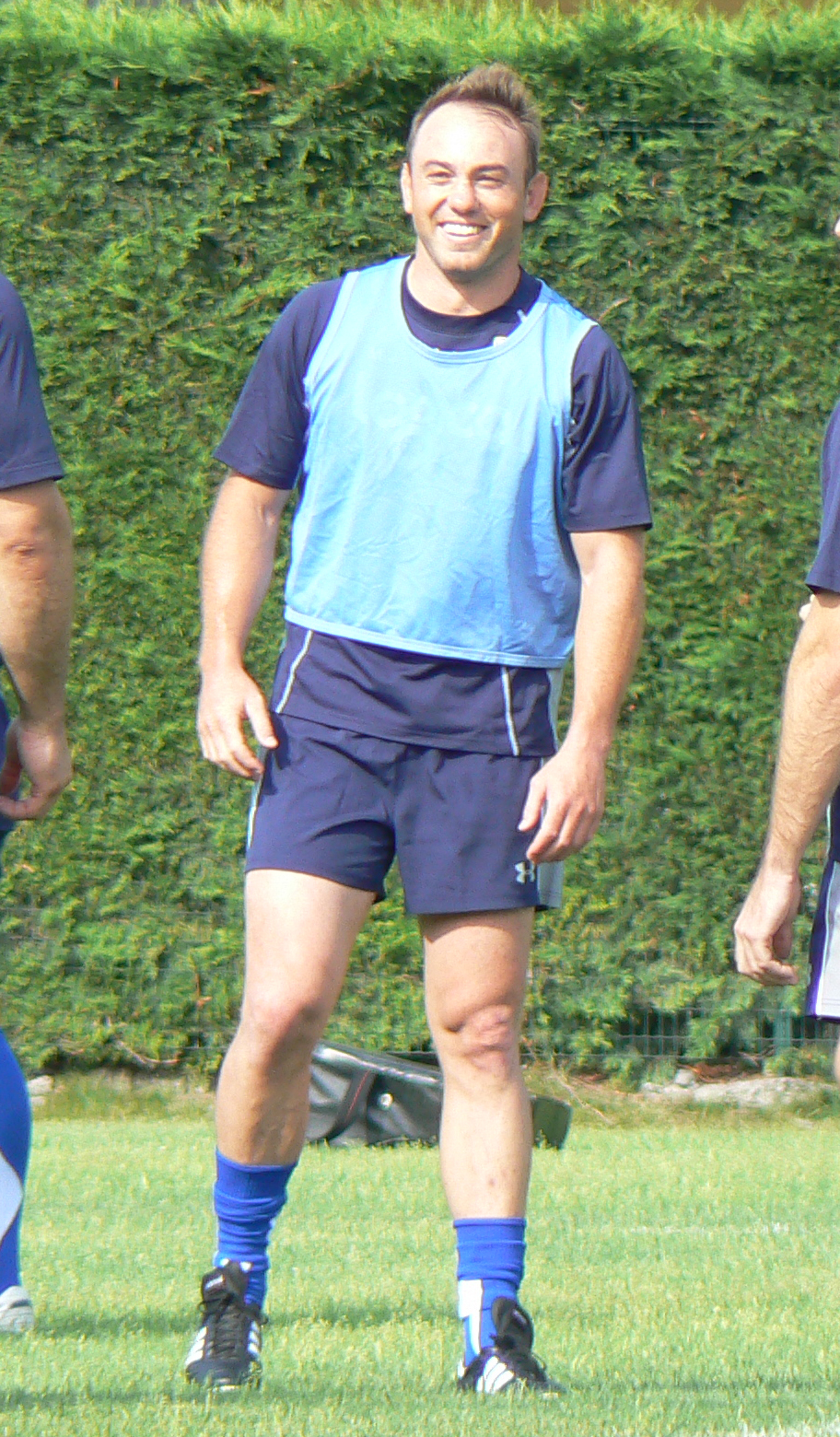
Marius Joubert lors d'un entrainement avec l'ASM Clermont Auvergne en juillet 2010.

### En province, franchise et club
- Currie Cup
  - Boland Cavaliers : 1999-2001
  - Western Province : 2002-2006
  - Free State Cheetahs : 2007
  - Natal Sharks : depuis 2011

- Super 14
  - Stormers : 2002-2006 (2002 : 3 matchs, 2003 : 6 matchs, 2004 : 12 matchs, 2005 : 11 matchs, 2006 : 10 matchs)
  - Central Cheetahs (Super 14) : 2007 (12 matchs).

- Championnat de France
  - ASM Clermont 2007-2011

### En équipe nationale

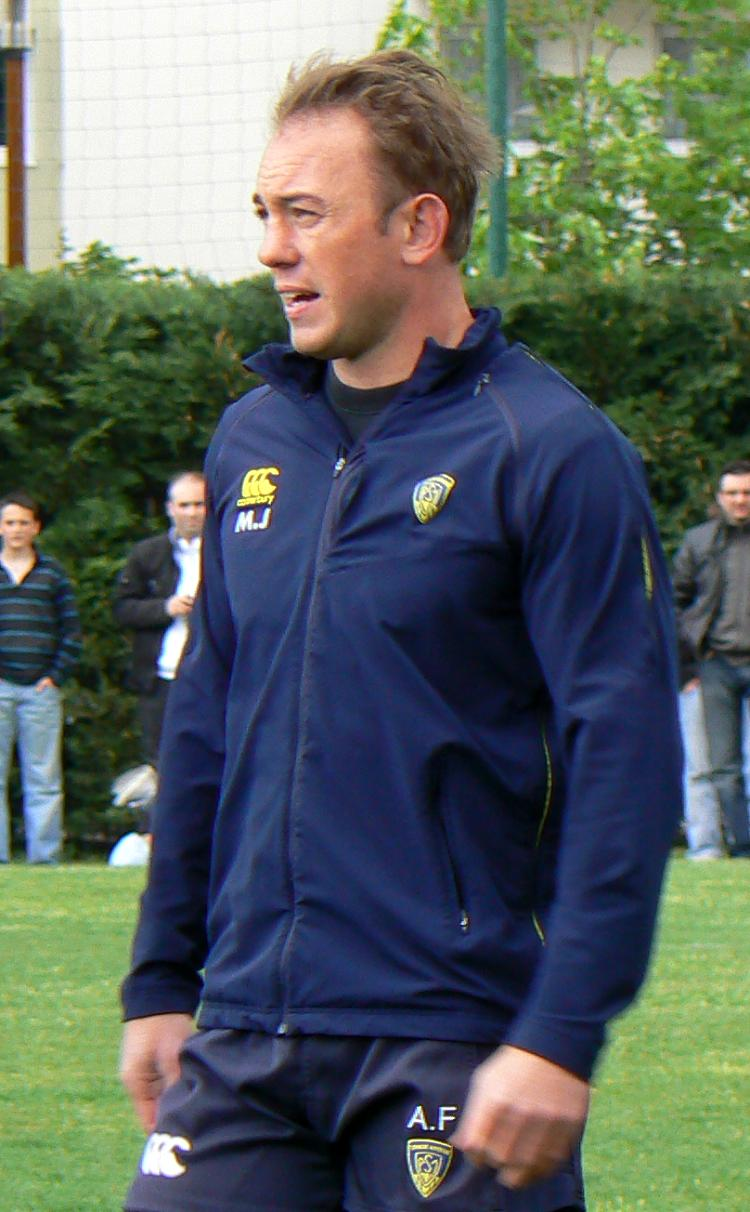
Marius Joubert lors d'un entrainement avec l'ASM Clermont Auvergne en mai 2010.

Il a débuté avec les équipes d'Afrique du Sud des moins de 21 ans et moins de 23 ans, puis en équipe A.
Il a effectué son premier test match avec les Springboks le 21 juillet 2001 à l’occasion d’un match contre l'équipe de Nouvelle-Zélande.
En août 2004 il réussit l’exploit de marquer un coup du chapeau (hat-trick), soit trois essais, contre les All Blacks (seul Ray Mordt en avait fait autant en 1981,.). Marius Joubert n'est plus réapparu sous les couleurs des Boks à cause de petits « pépins » physiques. En avril 2009 il se blesse lors d'un match de Top 14 avec l'ASM Clermont Auvergne et ne réapparait pas sur les terrains jusqu'à la fin de la saison 2008-2009.

## Palmarès

### En club
- Currie Cup : 
  - Vainqueur (3) : 2005, 2006 et 2007
- Championnat de France :
  - Vainqueur (1) : 2010 avec l'ASM Clermont
  - Finaliste (2) : 2008 et 2009 avec l'ASM Clermont Auvergne.

### Avec les Springboks
Marius Joubert obtient 30 capes avec l'Afrique du Sud, dont 28 en tant que titulaire, entre le 21 juillet 2001 contre l'équipe de Nouvelle-Zélande et le 9 juillet 2005 contre l'Australie. Il inscrit 45 points, neuf essais.
Marius Joubert participe à quatre éditions du Tri-nations, compétition qu'il remporte en 2004. Il participe également aux éditions de 2001, 2002 et 2003. Au total, il dispute dix rencontres et inscrit 30 points.